# Artrock
Artrock is kunstmuziek en een vorm van experimentele rock waarbij kunstzinnige of avant-gardistische opvattingen het doel van de muziek vormen. Een van de belangrijkere kenmerken van artrock is het loslaten van de standaard 4/4 (vierkwartsmaat), of zogenaamde '12-bar blues' (een standaard compositie van een terugkerend akkoordenpatroon over twaalf maten) teneinde andere stijlen meer ruimte te geven. Zo heeft de band Genesis in het begin vooral gebruikgemaakt van folk-invloeden. Andere bands staan veelal bekend om het gebruik van alternatieve maatvoeringen (9/8, 12/8) en wiskundige benadering van structuren. Bekende artrockbands zijn Sonic Youth, Blonde Redhead, Liars, Half Japanese.
In de jaren zeventig van de 20e eeuw werd deze term tevens gebruikt voor een soort progressieve rock en is daarom soms verwarrend.
In het laatste geval zijn bekende namen Alan Parsons Project, 10cc, Pink Floyd, Supertramp, en Genesis.

## Geschiedenis

#### Psychedelische rock
De psychedelische stroming kwam op gang midden jaren zestig van de 20e eeuw met rockacts als Velvet Underground, Frank Zappa, Captain Beefheart, Jimi Hendrix en Pink Floyd. Enerzijds beïnvloed door jazzmusici als John Coltrane en Sun Ra en anderzijds door avant-garde-componisten als John Cage en Karlheinz Stockhausen, begonnen bands vaste stramienen te doorbreken met andersoortige muzikale vormen.

#### Progressieve rock
In de jaren zeventig van de 20e eeuw ontstond in Duitsland de Krautrock. In die tijd werd Brian Eno een toonaangevend producent. Een toonaangevende band die tot de progressieve rock gerekend wordt is King Crimson, de band rond gitarist Robert Fripp.

#### Proto-punk en Proto New Wave
In New York was een aantal bands begonnen met experimenteren en later zou dit navolging krijgen in de punk en de new wave.
Voorbeelden: New York Dolls, Television en later Patti Smith en de Talking Heads.

#### No Wave
No wave was een kortstondige maar zeer invloedrijke variant van punk in de late jaren 1970 en vroege jaren 1980. De belangrijkste no wave-artiesten kwamen uit de Lower East Side in New York. De term no wave heeft een dubbele betekenis: enerzijds verwijst het naar de experimentaliteit van het genre (no wave behoorde tot geen enkele andere stijl), anderzijds is het een woordspelletje waarmee de commercialiteit van het populaire new wave-genre werd verworpen. Parallel aan de no wave waren Nick Cave, Cabaret Voltaire, Einstürzende Neubauten en Throbbing Gristle actief in Europa.

#### Indierock
Indie is een verzamelnaam voor muziek die zich over het algemeen laat karakteriseren door haar houding: een afkeer van commerciële muziek en een voorliefde voor het experiment. De naam komt van het Engelse woord independent, dat onafhankelijk betekent en in ruimere zin staat het voor een DIY-houding of gecontracteerd zijn bij een independant label. De verschillende definities van indie-muziek kunnen uiteenlopen, variërend met invloeden van ambient tot heavy metal, maar meestal wordt een subgenre uit de alternatieve rock, de zogenaamde indierock bedoeld. Indierock werd bij een groter publiek bekend door bands als Pixies, Pavement en Sonic Youth. Door bands als Mudhoney en Nirvana ontstond hieruit de grunge.

#### Lo-Fi
Begin jaren negentig van de 20e eeuw werd de Lo-F-stroming populairder door de komst van de relatief goedkope Porta 4-sporencassetterecorders. Hierdoor ontstond de mogelijkheid in eigen beheer opnamen te maken, in plaats van een muziekstudio te moeten huren. Bands die via deze methode hun muziek opnamen, zijn Guided by Voices, Sebadoh, Beck.

#### Post-rock
Halverwege de jaren negentig van de 20e eeuw ontstond de post-rock. Post-rock is vaak instrumentaal. De composities zijn zeer uitgebreid en er is afgestapt van de standaard couplet-refrein-couplet-structuur. Het kan worden gezien als reactie op de grunge, stonerrock en nu-metal. Oorspronkelijk gepresenteerd als de alternatieve muziekstijl indierock, maar die in de praktijk door creatieve interventie van de grote platenmaatschappijen steeds meer vervlakte tot formulistische, mainstream-gitaarrock.

#### Post-punk
Rond de eeuwwisseling ontstond er een herwaardering voor de vroege jaren 80-rock, de post-punk. Experimentele exponenten van deze stroming zijn Liars, The Rapture, Yeah Yeah Yeahs.

## Jaren zeventig
- Van der Graaf Generator
- Genesis
- Supertramp
- Pink Floyd
- Barclay James Harvest
- Brian Eno
- Jethro Tull
- Jon Lord
- Wishbone Ash
- Gong
- Kayak
- Styx
- Rush
- David Bowie
- Talking Heads
- Roxy Music
- Kansas
- Syqem
- Peter Gabriel
- Peter Hammill
- Spock's Beard
- Yes
- Kate Bush

## Jaren negentig en na 2000
- Everything Everything
- Porcupine Tree
- The Mars Volta
- Art Brut
- The Futureheads
- Arcade Fire
- Liars
- Sonic Youth
- Malice Mizer
- Couleur Café